# 蒙德法

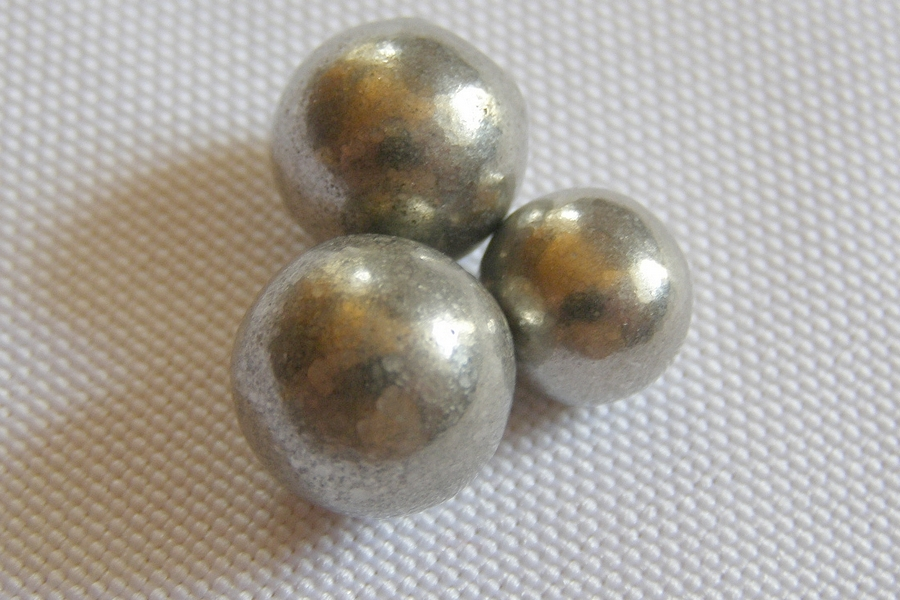
由蒙德法制得的镍球

蒙德法也被称为羰基法，是由路德维希·蒙德在1890年发现的一种提取和纯化金属镍的技术方法。

## 原理
蒙德法可以将镍的氧化物转变成纯的金属镍，原理在于一氧化碳能与镍在相对温和的条件下（50–60 °C）快速的形成易挥发的四羰基镍，该物质在220–250 °C下又会迅速分解，而其它杂质元素不能形成相应羰基化合物，从而提纯金属镍。

## 过程
蒙德法分为三个过程：
1.Ni的氧化物在200°C下被合成气中的氢气还原成含有其它杂质的金属镍。杂质主要是铁和钴。
NiO (s) + H2 (g) → Ni (s) + H2O (g)
2.含杂质的镍与过量的一氧化碳在50–60 °C下反应生成易升华的四羰基镍，通过机械分离的方法比如过滤或升华的方法除去杂质。
Ni (s) + 4 CO (g) → Ni(CO)4 (g)
3.四羰基镍在220–250 °C下分解生成金属镍。
Ni(CO)4 (g) → Ni (s) + 4 CO (g)

## 其它用途
这个方法也可以用于将镍镀附在其它金属的表面，特别是对于一些带有尖锐棱角的金属固体，利用电镀很难将镍镀上这些部位，但是蒙德法可以弥补电镀方法的不足。但由于四羰基镍和一氧化碳的毒性，这方面的工业应用受到限制，现已使用毒性更低的次磷酸钠等化学还原剂的化学镀镍法所替代。